# Masacre Perejil
De Masacre Perejil is de benaming voor de massamoord op Haïtiaanse inwoners van de Dominicaanse Republiek in 1937. Rafael Leónidas Trujillo Molina, dictator van de Dominicaanse Republiek van 1930 tot 1961, had hiervoor de opdracht gegeven. Hij wilde van de Dominicaanse Republiek een blanke staat maken. Om Haïtianen van Dominicanen te onderscheiden werd gebruik gemaakt van een sjibbolet: men moest het woord 'Perejil' Peterselie uitspreken, en als de 'R' Frans klonk waren het Haïtianen en werden vermoord. Haïtianen zijn Franssprekend waarbij de 'R' achter uit de keel komt. Spanjaarden spreken de 'R' uit met de punt van de tong.  Men schat dat hierdoor 30.000 tot 50.000 mensenlevens te betreuren waren.